# Lignières, Cher
Lignières je naselje in občina v osrednjem francoskem departmaju Cher regije Center. Leta 2007 je naselje imelo 1.530 prebivalcev.

## Geografija
Kraj leži v pokrajini Berry ob reki Arnon, 39 km jugozahodno od Bourgesa.

## Uprava
Lignières je sedež istoimenskega kantona, v katerega so poleg njegove vključene še občine La Celle-Condé, Chezal-Benoît, Ineuil, Montlouis, Saint-Baudel, Saint-Hilaire-en-Lignières, Touchay in Villecelin s 4.287 prebivalci.
Kanton Lignières je sestavni del okrožja Saint-Amand-Montrond.

## Zanimivosti
- notredamska cerkev iz 12. stoletja,
- srednjeveški grad Château de Lignières, prenovljen v 17. stoletju,
- tržnica iz 16. stoletja.

## Pobratena mesta
- Dunbar (Škotska, Združeno kraljestvo);